# Varnostne funkcije motorne žage
Varnostne funkcije motorne žage so funkcije motorne žage, ki ob pravilni uporabi varujejo njenega uporabnika pred poškodbami.
Motorne žage vključujejo številne varnostne značilnosti, ki so skupne za orodja z motornim pogonom. Proizvajalci so izumili številne oblikovne značilnosti za izboljšanje varnosti. Nekatere funkcije so postale standardne, druge pa so zakonsko zahtevane. Najboljša praksa narekuje, da uporabnik žago pregleda pred začetkom dela in z delom začne, če so vse varnostne funkcije brezhibne. 
Dodatne varnostne funkcije so pomembne za proizvajalce žag kot odlična komercialna prednost pred konkurenco. Podjetja še vedno razvijajo nove varnostne funkcije. Večina varnostnih funkcij motorne žage se osredotoča na udarec žage nazaj, da se mu uporabnik izogne ali zmanjša tveganje za poškodbe (oblikovanje meča in verige žage, zavora verige). Poleg varnostnih funkcij na žagi mora biti delavec oblečen v posebno oblačilo za delo z motorno žago. Še posebej moramo biti previdni s starejšimi žagami, katere imajo le malo varnostnih funkcij ali jih sploh nimajo.

### Veriga
Veriga mora biti ustrezno usklajena glede na meč žage. Proizvajalci motornih žag ponujajo ustrezne verige za vsak tip žage. 
Veriga mora biti vedno pravilno nabrušena. To je za varnost zelo pomembno. Ključni parameter za ostrenje je globinomer. Globinomer je majhna jeklena izboklina pred vsakim rezalnim zobom. Razlika  med vodilnim rezalnim robom in globinomerom določa globino rezanja lesa. Če je globinomer prenizek, rezalni zob preveč zareže v les, zato je žago težko nadzorovati in zelo se poveča možnost povratnega udarca. Nekatere verige imajo varovalne člene pred vsakim rezalnim členom. Varovalni člen preprečuje zatikanje na manjših predmetih, kot so drobne vejice in podobno.

### Zmanjševanje povratnega udarca
Povratni udarec motorne žage je v prvi vrsti posledica rezanja z zgornjo četrtino rezalnega meča. Nekatere žage, po navadi električne za uporabo na vrtu, ščitijo to celotno območje s ščitnikom. Rezanje povzroča reakcijsko silo na žago. Običajno bi to moral biti spodnji rob meča. Veriga potuje proti žagi in žago varno potegne proti hlodu. Na zgornjem delu meča veriga potuje navzdol, vendar reakcijska sila povzroči na tem delu nasprotni učinek ter povzroči povratni udarec navzgor.
Na manjših žagah za domačo uporabo so vgrajeni plastični ali kovinski ščitniki čez konico meča žage. Čeprav so te varnostne naprave učinkovite, ovirajo zmogljivosti in uporabnost žage. To je razlog, da se ne uporabljajo prav pogosto. Iznašli so zelo uporabno različico enoročne žage na baterijski pogon za obrezovanje. Kljukasti nos se uporablja za rezanje vejevja in nima veliko pomanjkljivosti v primerjavi z majhnimi žagami.

## Rezalni meči
Rezalni meči se pogosto uporabljajo za globoke reze tudi s konico rezalnega meča. Enostavna rešitev za zmanjševanje sile na vrhu meča in s tem tudi povratnega udarca je zmanjašan premer konice rezalnega meča. Proizvajalci motornih žag zaradi tega izdelujejo specialne rezalne meče z majhnim premerom konice meča.

## Zavora verige
Zavora verige preprečuje nadaljnje "vrtenje" rezalne verige, in sicer z jeklenimi zavorami, ki so na bobnu sklopke.. Silo vpetja zavornega pasu zagotavlja močna vzmet. Zavora verige ima dve funkciji. Prva je ta, da zablokiramo verigo pri menjavi položaja rezanja, druga pa, ko žago prižgemo, le ta potrebuje delno odprt "plin" in zato s tem  preprečimo vrtenje. Drugače bi pri zagonu povzročili nenadzorovano gibanje verige, zato je takšna nevarnost prisotna pri starejših tipih žag. Zavora verige se lahko aktivira samodejno ob povratnem udarcu in tako prepreči, da bi se upravljavec poškodoval. Seveda se lahko zgodi poškodba tudi pri mirujoči verigi, vendar so pri gibajoči se verigi poškodbe resnejše, zato gre to varovanje v prid upravljalcem. Pri povratnem udarcu motorne žage po navadi pride do resnih poškodb glave, obraza, ramen in vratu, včasih pa je lahko tak udarec tudi usoden.
Zavoro verige upravljamo z roko, in sicer tako, da ob pritisku nazaj na ščitnik zavoro popustimo, če pa ga spustimo, se zavora aktivira. Vzmetni ukrep omogoča učinkovito zaviranje v sili tako, da zaustavi verigo pri polni moči v delčku sekunde. Za resetiranje tega sistema pa je potrebna konkretna sila.
Zavoro verige lahko zavestno aktivira upravljavec ali pa se aktivira samodejno pri močnem povratnem udarcu. V primeru povratnega po navadi leva roka upravljača zdrsne iz ročaja, s tem pa je spuščen ščitnik in aktivirana je zavora. Modeli Husqvarne vključujejo tudi povezavo med sprožilno in zgornjo ročico, to pa omogoča aktiviranje zavore, če se motorna žaga nenadoma zasuka navzgor. Taki zavori pravimo "vsiljiva" zavora, kajti aktivacija zavore se bo izvršila tudi takrat, ko upravljavec ne umakne roke iz vrhnjega ščitnika oziroma ročaja.
Zavora se uporabi tudi takrat, ko verigo brusimo na samem meču, kajti le ta nam omogoča trdno vpetje verige in preprečuje, da bi veriga zdrsnila.

### Povratni udarec motorne žage
Do povratnega udarca motorne žage pride takrat, ko med obratovanjem vrh rezalnega meča pride v stik z relativno močnim ali nepremičnim objektom. Območje, pri katerem bo prišlo do povratnega udarca, je zadnja "četrtina" rezalnega meča. Če gledamo meč s strani, je to območje na konici rezalnega meča, in sicer 90° kot med središčnico rezalnega meča in stičiščem med ravnim delom ter vrhnjim zaobljenim delom rezalnega meča. Če bo ta del prišel v stik na primer s hlodom, bo veriga sicer začela rezati les, s tem pa bo tudi ustvarjala silo, katera bo nato potisnila rezalni meč navzgor. S takšnim rezanjem v tem območju se rezalni meč počasi dviguje, s tem pa ustvarja veliko silo. Nato se lahko v delčku sekunde veriga zatakne v lesu, to pa dvigne rezalni meč proti upravljaču in povzroči resne poškodbe ali celo smrt. V takšnem primeru je povratni udarec tako silovit, da se rezalnemu meču ni mogoče tako hitro umakniti, sploh če so upravljalčeva ramena, vrat in glava poravnana z rezalnim mečom. Takrat se mora upravljavec zanesti samo na zavoro verige in na svojo osebno varovalno opremo, da se poškodbe preprečijo.
Druga oblika povratnega udarca se lahko pojavi, kadar režemo z vrhnjo stranjo rezalnega meča in nam le tega stisne. V tem primeru lahko žaga "skoči" nazaj proti upravljaču ali pa sili v položaj rezanja s konico in s tem prehaja v položaj klasičnega povratnega udarca. Do povratnega udarca lahko pride tudi zaradi spodletelega ali nepravilno izvedenega vrtalnega reza. Vrtalni rez je posebna tehnika, ki zahteva ustrezno usposabljanje in se ne sme uporabljati brez šolanja.

### Sistemi za zmanjševanje povratnega udarca
Daleč najbolj učinkovito "orodje" pri preprečevanju povratnega udarca je usposabljanje izvajalca. Z izogibanjem rezanju s konico rezalnega meča lahko preprečimo povratni udarec. Z ohranjanjem razdalje glave in telesa od središča rezanja se lahko izognemo poškodbam morebitnega povratnega udarca. Koristen nasvet je, da če operater ne more prebrati napisa (logotipa) na rezalnem meču, je preblizu rezalne ravnine in se mora postaviti bolj vstran, da zagotovi varnost. 
Pravilna ostrina oziroma nabrušenost verige je izjemno pomembna za varnost v tem kontekstu. Topi rezalni zobje verige slabo režejo, to pa vodi k večji utrujenosti operaterja in povečani obremenitvi rezalnega meča. Tudi vložki za merjenje globine reza morajo biti vloženi pravilno in ne "prenizko", saj tako povečamo varnost, da veriga ne zagrabi v les.
Oblika verige igra pri zmanjšanju povratnega udarca veliko vlogo. Starejše, ki še niso varnostno oblikovane, imajo le zobe in globinomere. Ti predstavljajo trden rob in tako globinomeri silijo objekt k verigi, s tem pa žaga sama vodi k povratnemu udarcu. Skrbna vložitev globinomera proti sprednjemu robu za polmer lahko tveganje za povratni udarec nekoliko zmanjša. Novejše verige z zaporno vodenimi vezmi zapolnijo luknjo pred globinomerom in tako zmanjšujejo težnjo po zgrabitvi verige. Verige s povečano varnostjo imajo dodane dodatne odbojne vezi med rezalnimi vezmi, ki vzdržujejo skoraj celotno višino globinomerov ob polnem obsegu verige in zmanjšujejo tveganje povratnega udarca na zelo nizkih ravneh. Takšne verige so pogoste vgrajene v motorne žage za domačo oziroma amatersko uporabo. Sodobne "profesionalne" verige ponujajo veliko večjo zmogljivost kot verige s povečano varnostjo, tveganje pa se nadomesti z veliko višjo stopnjo usposobljenosti operaterjev. V resnici pa so še vedno varnejše od običajnih verig zaradi izboljšane oblike globinomerov.
Tudi oblika rezalnega meča je pomemben dejavnik pri zmanjševanju tveganj povratnega udarca. Večji ko je polmer konice rezalnega meča, večja je nevarnost povratnega udarca. Motorne žage za domačo uporabo, amaterske in vstopne v profesionalni razred, imajo zelo majhne konice. Profesionalni rezalni meči za gozdarje oziroma za podiranje večjih dreves imajo lahko veliko večje konice, saj se pogosto uporabljajo za vrtalne reze in pri podiranju visokih in debelih dreves. Z manjšo konico bi pri vrtalnih rezih hitro prišlo do zagozditve oziroma zastoja verige. Pri paralelno vrtalnih rezih je skoraj nemogoče, da pride do zastoja z rezalnimi meči z veliko konico.
Medtem ko je velik poudarek na preprečevanju povratnega udarca, to ni edina nevarnost, ki preži na upravljača motorne žage. Lokalne razmere, usposobljenost operaterja in številne druge dejavnike je treba upoštevati, preden se lahko lotimo žaganja.

## Varovalo verige
V primeru, da se veriga sname ali poči, to varovalo prepreči, da bi veriga odletela v upravljača motorne žage.

## Varnostni ročaj
Gumb za motor se upravlja s sprožilcem pod zadnjim ročajem žage. Če stikalo nad tem zadnjim ročajem ni pritisnjeno, potem se ročaj ne more premakniti iz neaktivnega oz. nedelovnega položaja in veriga se ne bo premikala.
Varnostni ročaj preprečuje, da bi se veriga vrtela, če je sprožilec po nesreči pritisnjen ob oviro, npr. vejo ali grmičevje. Prav tako preprečuje aktivacijo ročaja, ko poskušaš vžgati žago na tleh, z eno nogo znotraj zadnjega ročaja. Varnostni ročaj je v tem primeru dodaten nivo zaščite, ker naj bi bila blokada verige vključena pred vžigom žage v vsakem primeru. Model na sliki ima povečano stikalo, ki, če je pritisnjeno, prav tako aktivira blokado verige tako, da takoj ustavi vrtečo se verigo kot tudi deaktivira ročaj.

## Stikalo vklop/izklop
Start/stop gumb ustavi motor s preprečitvijo zgorevanja nekakšne tuljave. Ustrezno mora biti označen s stop položajem. Gumb mora biti narejen tako, da ima pozitivni »klik« ukrep, da se ne more po nesreči premakniti, tudi če žaga vibrira pod težkim bremenom.  
Če se gumb premakne na stop položaj medtem, ko je upravljavec sredi končnega reza med podiranjem/žaganjem drevesa, bo prisotna vsaj zamuda, ki poveča možnost, da drevo pade na nekontroliran način. Žaga se lahko tudi zaustavi med žaganjem, pri tem pa upravljavec potrebuje dodaten čas, da jo osvobodi pod nevarnim drevesom. Gumb, ki je slabo postavljen na start položaj, lahko ravno tako predstavlja nevarnost, ker lahko žaga takrat začne delovati neprimerno, kot npr. pri preverjanju tlaka ali ocenjevanju funkcije start gumba. 
Če je upravljavec poškodovan med delom z žago, mora tisti, ki je prisoten, vskočiti in ugasniti žago. Tisti, ki je prisoten, morda ni seznanjen z žago, zato mora biti zmožen prepoznati start/stop gumb po oznakah. 
Po navadi gumb združuje dušilno loputo, start ročaj, nastavitveni in vžigalni gumb v združen kontrolni vzvod. Druge znamke žag imajo tudi ločene gumbe za vse tri, ali pa kombiniran start ročaj in dušilno loputo z ločenim vžigalnim stikalom. Če gumb ne deluje, se žago lahko zagotovo ustavi z dušilno loputo/gumbom, s katerim zaliješ motor.

## Centrifugalna sklopka
Centrifugalna sklopka odklopi verigo od motorja, samo ko je motor v praznem teku, s tem da vklopi delovanje avtomatično, ko je ročaj pritisnjen in je motor pri polni hitrosti. Namen te sklopke je preprečiti, da bi se veriga vrtela, ko je žaga v praznem teku in začasno ne reže. V praznem teku se veriga naj ne bi premikala. 
Veliko zadaj-držečih verižnih žag se uporablja v stanju, ki je posledica slabega vzdrževanja, kjer je prisoten vlek sklopke, tako da se v praznem teku veriga ne premika počasi. Za žage, ki se jih drži od zgoraj, je to zelo nevarno, zato morata biti sklopka in blokada verige na taki žagi vedno pravilno delujoča. 

## Proti – vibracijski sitem
Predolgo izpostavljanje pretiranemu tresenju lahko pri uporabniku povzroči sindrom vibracije roke (HAVS) oziroma bele prste. To je lahko trajna poklicna poškodba. Motorne žage so razdeljene na dva dela, ki pripomoreta k zmanjšanju vibracij. Prvi del sestavljata list in motor. Ko z verigo režemo, nastajajo na tem delu zelo močni tresljaji. Drugi del pa je sestavljen iz ročajev in kontrol za upravljanje stroja. To je del, ki ga uporabnik med delom drži v roki. Ta dva dela sta torej skupaj spojena in vgrajena v motorno žago in omogočata vzmetenje.
Vzmetenje nam omogočajo tudi kovinske vzmeti in gumijasti obroči. Kovinske vzmeti so bolj masivne, gumijasti obroči pa zagotavljajo boljše tesnjenje.
Mnoge sodobne žage vključujejo električno ogrevane ročaje, kar pomaga preprečiti HAVS, saj s tem spodbujajo pretok krvi v prste. Modeli, ki imajo možnost električno ogrevanih ročajev, imajo za številko modela končnico G.

## Zadnji ročaj
Sprednji in zadnji ročaji pri motornih žagah so nameščeni tako, da zagotavljajo dovolj dober nadzor nad vzvodom in da zagotovijo določeno stopnjo nadzora v primeru povratnega udarca.
Kontrole za upravljanje motorne žage, kot so loputa za plin in ročka za vžig, so nameščene tako, da lahko delujejo in nam hkrati zagotavljajo dober oprijem zadnjega ročaja.
Motorne žage ne moremo upravljati samo z eno roko, saj to ni le nesmiselno, ampak tudi zelo nepraktično.

### Motorne žage z zgornjim ročajem
Motorne žage z zgornjimi ročaji
Motorne žage z zgornjimi ročaji so tiste žage, pri katerih je naša varnost ogrožena namerno, saj omogočajo uporabo s samo eno roko. Take žage se večinoma uporablja pri delu na višini, kot je na primer delo na drevesu. V vseh drugih primerih bi morali urediti rezalni del, da bi lahko žago brez problema držali z dvema rokama. Bilo bi veliko lažje in varnejše.
Na motorni žagi z vrhnjim držalom so naprave za nadzor krmiljenja preselili z zadnjega ročaja na vrh žage. To daje ravnotežje žagi, tako da se lahko sedaj uporablja le eno roko. Prednji ročaj ostaja enak. Ročica zavora verige je običajno ločena, namesto da bi bili združeni v zaščitno palico za roko.
V večini primerov motorne žage z zgornjimi ročaji uporabljamo obe roki. Upravljanje samo z eno roko ni priporočljivo. To storimo samo, ko je to res nujno, kot na primer, ko je druga roka zasedena z držanjem in plezanjem. Na tleh se tak sistem držanja z eno roko načeloma ne uporablja. 
Zaradi narave dela na višini in zaradi težav pri vedno novem vžigu žage, motor pogosto še vedno teče, ko se ne uporablja za žaganje v tistem trenutku. Zato je še posebej pomembno, da centrifugalna sklopka deluje pravilno, tako da se veriga ne vrti, ko je motor v prostem teku. Ročna zavora verige mora delovati tudi, ko dejansko ni potrebna, zato imajo žage z zgornjim ročajem  običajno preprost vzvod za upravljanje zavore.
Po mnogih zakonodajah je uporaba in celo nakup zgoraj omenjene žage omejen na tiste, ki imajo ustrezno potrdilo o usposobljenosti za njihovo uporabo. 

### Sprednje varovalo roke
Zadnje varovalo roke varuje uporabnikovo desno roko pred udarci, zlomi ali da bi se snela veriga. Prav tako omogoča ta zadnji del žage, da jo uporabnik odloži in na novo pripravi za začetek. To je še posebej uporabno za hladne motorje in večje (70 ccm +) žage. 

## Izpuh
Izpušni sistem usmerja vroče in zdravju škodljive pline, ki prihajajo s strani motorne žage, stran od uporabnika. Pokvarjen izpušni sistem povzroča veliko hrupa, zmanjša moč motorja in lahko uporabnika izpostavi nevarnim stopnjam izpušnih plinov. Lahko pa poveča možnost, da bi se uporabnik po nesreči dotaknil izjemno vroče kovine, ki je del izpuha. Večina modelov je opremljenih z vžigalnim zaslonom, poleg so vključeni tudi glušniki. Iskra zaslona preprečuje iskrenje, ki se odvaja iz izpušnih plinov in s potencialno vžigom žagovine. Steklen zaslon tudi zmanjšuje hrup.

## Ročni/Očesni/Ušesni zaščitni simboli
V EU je zakonska zahteva, ki določa, da morajo motorne žage imeti določene standardizirane opozorilne nalepke, ki opozarjajo na nevarnosti povratnega udarca, pa tudi pojasnila, da je treba uporabljati zaščitno obleko.

## Žagin list/meč
Rezalna veriga je dovolj ostra, da bi povzročila poškodbe tudi, če se ne uporablja. Plastični pokrov varuje verigo, ko je žaga v skladišču ali pa se prevaža. Prav tako ščiti pred poškodbami verige, na primer udarnega stika z betonskimi tlemi.